# باشگاه بسکتبال فوئنلابرادا
باشگاه بسکتبال فوئنلابرادا (اسپانیایی: Baloncesto Fuenlabrada‎) یک باشگاه بسکتبال در شهر فوئنلابرادا، اسپانیا است. این باشگاه که در سال ۱۹۸۳ تأسیس شده در لیگ آ س ب بازی می‌کند.